# COSAFA U-20-Meisterschaft
Die COSAFA-U-20-Meisterschaft (englisch COSAFA Under-20 Championship) ist ein Jugend-Fußballturnier, das vom Fußballverband des südlichen Afrikas, COSAFA, organisiert wird. Er wurde 1983 erstmals ausgetragen.

## Bisherige Austragungen
| Jahr         | Gastgeber | Finale     | Finale         | Finale    | Spiel um Platz 3  | Spiel um Platz 3  | Spiel um Platz 3  |
| Jahr         | Gastgeber | Sieger     | Ergebnis       | 2. Platz  | 3. Platz          | Ergebnis          | 4. Platz          |
| ------------ | --------- | ---------- | -------------- | --------- | ----------------- | ----------------- | ----------------- |
| 1983 Details | Swasiland | Sambia     |                |           |                   |                   |                   |
| 1985 Details | Swasiland | Simbabwe   |                |           |                   |                   |                   |
| 1986 Details | Malawi    | Sambia     | 1:0            | Simbabwe  | Swasiland         | 1:0               | Malawi            |
| 1988 Details | Botswana  | Simbabwe   | 2:1            | Sambia    | Swasiland         |                   |                   |
| 1990 Details | Lesotho   | Simbabwe   | Rundensystem   | Lesotho   | Swasiland         | Rundensystem      | Namibia           |
| 1993 Details | Swasiland | Sambia     | 1:0            | Simbabwe  |                   |                   |                   |
| 1995 Details | Lesotho   | Sambia     | 1:0            | Südafrika | Lesotho           | 3:1               | Swasiland         |
| 1997 Details | Botswana  | Sambia     | 2:0            | Simbabwe  |                   |                   |                   |
| 1999 Details | Südafrika | Sambia     | 2:0            | Südafrika | Simbabwe          | 3:1               | Lesotho           |
| 2000 Details | Südafrika | Südafrika  | 1:0            | Angola    | Simbabwe          | 3:2               | Malawi            |
| 2001 Details | Südafrika | Simbabwe   | 0:0, 5:3 i. E. | Angola    | Sambia            | 1:1, 5:3 i. E.    | Südafrika         |
| 2002 Details | Südafrika | Simbabwe   | 1:0            | Angola    | Südafrika         | 2:0               | Sambia            |
| 2003 Details | Südafrika | Sambia     | 4:0            | Malawi    | Südafrika         | 1:1, 4:1 i. E.    | Lesotho           |
| 2004 Details | Südafrika | Südafrika  | 5:4            | Sambia    | Simbabwe          | 2:1               | Angola            |
| 2005 Details | Südafrika | Madagaskar | 1:0            | Lesotho   | Sambia            | 2:0               | Südafrika         |
| 2006 Details | Südafrika | Südafrika  | 2:1            | Sambia    | Simbabwe          | 0:0, 3:2 i. E.    | Malawi            |
| 2007 Details | Südafrika | Simbabwe   | 3:0            | Südafrika | Madagaskar        | 2:1               | Namibia           |
| 2008 Details | Südafrika | Südafrika  | 3:2            | Mosambik  | Angola            | 2:0               | Simbabwe          |
| 2009 Details | Südafrika | Südafrika  | 2:1            | Sambia    | Simbabwe          | 3:2               | Madagaskar        |
| 2010 Details | Botswana  | Sambia     | 4:1            | Namibia   | Simbabwe          | 3:1               | Madagaskar        |
| 2011 Details | Botswana  | Sambia     | 2:1            | Angola    | Botswana          | 1:0               | Malawi            |
| 2013 Details | Lesotho   | Südafrika  | 2:1            | Kenia 1   | Angola            | 2:0               | Simbabwe          |
| 2016 Details | Südafrika | Sambia     | 2:1            | Südafrika | DR Kongo 1        | 1:1, 4:3 i. E.    | Angola            |
| 2017 Details | Sambia    | Südafrika  | 2:1            | Lesotho   | Ägypten 1         | 3:1               | Uganda 1          |
| 2018 Details | Sambia    | Südafrika  | 1:1, 4:3 i. E. | Simbabwe  | Angola            | 2:1               | Sambia            |
| 2019 Details | Sambia    | Sambia     | 3:0            | Südafrika | Angola            | 5:1               | Madagaskar        |
| 2020 Details | Südafrika | Mosambik   | 1:0            | Namibia   | Angola            | 3:0               | Sambia            |
| 2022 Details | Eswatini  | Sambia     | 1:0            | Mosambik  | Südafrika         | 1:1, 4:2 i. E.    | Angola            |
| 2024 Details | Mosambik  | Südafrika  | 2:0            | Sambia    | nicht ausgespielt | nicht ausgespielt | nicht ausgespielt |
| 2025 Details | Namibia   | Südafrika  | 3:0            | Malawi    | Sambia            | 1:1, 4:5 i. E.    | Angola            |

## Erfolgreichste Mannschaften
| Rang | Nation                       | Siege | 2. Plätze | 3. Plätze |
| ---- | ---------------------------- | ----- | --------- | --------- |
| 01   | Sambia                       | 12    | 5         | 3         |
| 02   | Südafrika                    | 10    | 5         | 3         |
| 03   | Simbabwe                     | 6     | 4         | 6         |
| 04   | Mosambik                     | 1     | 2         | –         |
| 05   | Madagaskar                   | 1     | –         | 1         |
| 06   | Angola                       | –     | 4         | 5         |
| 07   | Lesotho                      | –     | 3         | 1         |
| 08   | Namibia                      | –     | 2         | –         |
|      | Malawi                       | –     | 2         | –         |
| 10   | Kenia                        | –     | 1         | –         |
| 11   | Eswatini/Swasiland           | –     | –         | 3         |
| 12   | Ägypten                      | –     | –         | 1         |
| 13   | Botswana                     | –     | –         | 1         |
|      | Demokratische Republik Kongo | –     | –         | 1         |